# Famenne Ardenne Classic 2023
La 5e édition de la Famenne Ardenne Classic a lieu le 1er octobre 2023. Elle fait partie du calendrier UCI Europe Tour 2023 en catégorie 1.1. Elle est remportée par le Belge Arnaud De Lie.
La Famenne Ardenne Classic est la deuxième course du triptyque des semi-classiques wallonnes de fin de saison courue après le Circuit franco-belge, course UCI ProSeries 2023 et avant Binche-Chimay-Binche qui est aussi repris en UCI Europe Tour 2023.

## Équipes
| WorldTeams (8)- Alpecin-Deceuninck - Intermarché-Circus-Wanty - UAE Team Emirates - Soudal Quick-Step - AG2R Citroën Team - Cofidis - Arkéa-Samsic - Jumbo-Visma ProTeams (8)- Lotto Dstny - Team Flanders-Baloise - Human Powered Health - Bingoal WB - TotalEnergies - Bolton Equities Black Spoke Pro Cycling - Israel-Premier Tech - Q36.5 Pro Cycling Team Équipes continentales (6)- Team Coop-Repsol - Restaurant Suri-Carl Ras - Leopard TOGT Pro Cycling - Volkerwessels Cycling Team - Metec-Solarwatt p/b Mantel - Uno-X DARE Development Team |
| |

## Déroulement de la course
L'arrivée de la course est assez insolite. Le jeune Belge Arnaud De Lie lance le sprint de loin, prend plusieurs longueurs d'avance sur ses adversaires et semble avoir course gagnée. Toutefois, aux 50 mètres, il casse la cale de sa pédale droite et continue à pédaler avec un seul pied, diminuant de fait sa vélocité. Les autres sprinteurs emmenés par Kaden Groves fondent sur lui mais De Lie parvient à conserver une roue d'avance sur la ligne d'arrivée.

## Classement final
| \| Classement général \| Classement général \| Classement général \| Classement général \| Classement général \| \| Coureur \| Coureur \| Pays \| Équipe \| Temps \| \| ------------------ \| ------------------ \| ------------------ \| --------------------------------------- \| ------------------ \| \| 1er \| Arnaud De Lie \| Belgique \| Lotto Dstny \| 4 h 22 min 08 s \| \| 2e \| Kaden Groves \| Australie \| Alpecin-Deceuninck \| + 0 s \| \| 3e \| Florian Sénéchal \| France \| Soudal Quick-Step \| + 0 s \| \| 4e \| Christophe Laporte \| France \| Jumbo-Visma \| + 0 s \| \| 5e \| Arne Marit \| Belgique \| Intermarché-Circus-Wanty \| + 0 s \| \| 6e \| Tom Van Asbroeck \| Belgique \| Israel-Premier Tech \| + 0 s \| \| 7e \| Dries Van Gestel \| Belgique \| TotalEnergies \| + 0 s \| \| 8e \| Biniam Girmay \| Érythrée \| Intermarché-Circus-Wanty \| + 0 s \| \| 9e \| Oliver Naesen \| Belgique \| AG2R Citroën Team \| + 0 s \| \| 10e \| Jacob Scott \| Royaume-Uni \| Bolton Equities Black Spoke Pro Cycling \| + 0 s \| |                    |             |                                         |                 |
| |                    |             |                                         |                 |
| |                    |             |                                         |                 |
| Classement général |                    |             |                                         |                 |
| Coureur | Coureur            | Pays        | Équipe                                  | Temps           |
| 1er | Arnaud De Lie      | Belgique    | Lotto Dstny                             | 4 h 22 min 08 s |
| 2e | Kaden Groves       | Australie   | Alpecin-Deceuninck                      | + 0 s           |
| 3e | Florian Sénéchal   | France      | Soudal Quick-Step                       | + 0 s           |
| 4e | Christophe Laporte | France      | Jumbo-Visma                             | + 0 s           |
| 5e | Arne Marit         | Belgique    | Intermarché-Circus-Wanty                | + 0 s           |
| 6e | Tom Van Asbroeck   | Belgique    | Israel-Premier Tech                     | + 0 s           |
| 7e | Dries Van Gestel   | Belgique    | TotalEnergies                           | + 0 s           |
| 8e | Biniam Girmay      | Érythrée    | Intermarché-Circus-Wanty                | + 0 s           |
| 9e | Oliver Naesen      | Belgique    | AG2R Citroën Team                       | + 0 s           |
| 10e | Jacob Scott        | Royaume-Uni | Bolton Equities Black Spoke Pro Cycling | + 0 s           |